# 2. česká hokejová liga 1993/1994
2. česká hokejová liga v sezóně 1993/1994 byla 1. ročníkem samostatné třetí nejvyšší české soutěže v ledním hokeji. Liga navazovala na minulý ročník jedné z částí třetí nejvyšší československé soutěže.

## Fakta
- 1. ročník samostatné třetí nejvyšší české hokejové soutěže
- Tým VTJ Jitex Písek uspěl hned v 1. kole baráže o 1. ligu a postoupil do dalšího ročníku 1. ligy, zatímco HC ZVVZ Milevsko v baráži neuspělo.
- Týmy HC Škoda Rokycany, TJ CHS Chotěboř, HC Slovan Louny a IHC VŠ Brno sestoupily do krajských přeborů. Nově postupujícími do 2. ligy byli: HC ČKD Slaný, I. ČLTK Praha, TJ Nový Jičín a HC Slovan Rosice
- Prodeje druholigových licencí: I. ČLTK Praha do HK Kaučuk Kralupy nad Vltavou, HC VS VTJ Tábor „B“ do SK Znojemští Orli, VTJ Transporta Chrudim do HC Senquar Litomyšl a HC Strakonice do HC Chemopetrol Litvínov „B“.

### Systém soutěže
Týmy byly rozděleny do dvou skupin po 16 týmech, kde hrály systémem doma-venku. Poslední dva celky obou skupin přímo sestupovaly do krajských přeborů. První celek z každé skupiny postupoval do 1. kola baráže o 1. ligu.

## Skupina A
| Vysvětlivka                |
| -------------------------- |
| Postup do baráže o 1. ligu |
| Tým vyřazen                |
| Sestupující                |

| Poř. | Tým                          | Z  | V  | R | P  | VG  | OG  | B  |
| ---- | ---------------------------- | -- | -- | - | -- | --- | --- | -- |
| 1.   | VTJ Jitex Písek              | 30 | 26 | 2 | 2  | 182 | 62  | 54 |
| 2.   | HC Slavia Karlovy Vary       | 30 | 25 | 4 | 1  | 187 | 72  | 54 |
| 3.   | TJ Auto Škoda Mladá Boleslav | 30 | 20 | 4 | 6  | 168 | 94  | 44 |
| 4.   | HC Stadion Liberec           | 30 | 15 | 5 | 10 | 134 | 104 | 35 |
| 5.   | KLH VT VTJ Chomutov          | 30 | 14 | 6 | 10 | 110 | 104 | 34 |
| 6.   | HC VTJ Příbram               | 30 | 14 | 5 | 11 | 114 | 113 | 33 |
| 7.   | TJ Slovan Děčín              | 30 | 12 | 9 | 9  | 123 | 114 | 33 |
| 8.   | HC Strakonice                | 30 | 11 | 5 | 14 | 120 | 134 | 27 |
| 9.   | TJ Baník Most                | 30 | 10 | 5 | 15 | 124 | 153 | 25 |
| 10.  | HC Konstruktiva Praha        | 30 | 10 | 4 | 16 | 121 | 144 | 24 |
| 11.  | TJ Bohemians Praha           | 30 | 9  | 5 | 16 | 88  | 127 | 23 |
| 12.  | HC VTJ Mělník                | 30 | 9  | 3 | 18 | 99  | 141 | 21 |
| 13.  | HC Stadion Mariánské Lázně   | 30 | 9  | 2 | 19 | 114 | 146 | 20 |
| 14.  | TJ Karbo Benátky nad Jizerou | 30 | 8  | 3 | 19 | 116 | 157 | 19 |
| 15.  | HC Škoda Rokycany            | 30 | 8  | 3 | 19 | 102 | 170 | 19 |
| 16.  | HC Slovan Louny              | 30 | 5  | 5 | 20 | 89  | 156 | 15 |

## Skupina B
| Vysvětlivka                |
| -------------------------- |
| Postup do baráže o 1. ligu |
| Tým vyřazen                |
| Sestupující                |

| Poř. | Tým                      | Z  | V  | R | P  | VG  | OG  | B  |
| ---- | ------------------------ | -- | -- | - | -- | --- | --- | -- |
| 1.   | HC ZVVZ Milevsko         | 30 | 18 | 8 | 4  | 145 | 80  | 44 |
| 2.   | SK Botas Skuteč          | 30 | 19 | 2 | 9  | 143 | 106 | 40 |
| 3.   | SK Horácká Slavia Třebíč | 30 | 17 | 5 | 8  | 125 | 85  | 39 |
| 4.   | HC Benešov               | 30 | 16 | 6 | 8  | 127 | 97  | 38 |
| 5.   | HC Strojsvit Krnov       | 30 | 15 | 6 | 9  | 140 | 106 | 36 |
| 6.   | TJ SC Kolín              | 30 | 16 | 4 | 10 | 135 | 103 | 36 |
| 7.   | HC Slezan Frýdek-Místek  | 30 | 12 | 9 | 9  | 116 | 86  | 33 |
| 8.   | SK Jihlava               | 30 | 14 | 4 | 12 | 138 | 105 | 32 |
| 9.   | HC Haná VTJ Kroměříž     | 30 | 12 | 5 | 13 | 126 | 112 | 29 |
| 10.  | HC VS VTJ Tábor „B“      | 30 | 11 | 7 | 12 | 99  | 114 | 29 |
| 11.  | TJ Žďas Žďár nad Sázavou | 30 | 10 | 4 | 16 | 95  | 107 | 24 |
| 12.  | VTJ Transporta Chrudim   | 30 | 8  | 7 | 15 | 98  | 147 | 23 |
| 13.  | HC TJ Šternberk          | 30 | 10 | 3 | 17 | 103 | 136 | 23 |
| 14.  | SK Karviná               | 30 | 9  | 4 | 17 | 104 | 158 | 22 |
| 15.  | TJ CHS Chotěboř          | 30 | 8  | 5 | 17 | 108 | 160 | 21 |
| 16.  | IHC VŠ Brno              | 30 | 4  | 3 | 23 | 67  | 167 | 11 |

Dne 27. prosince 1993 došlo ke sloučení oddílů VTJ Tábor a TJ VS Tábor, od tohoto dne hrál v 1. lize HC VS VTJ Tábor a ve 2. lize HC VS VTJ Tábor „B“.

## Baráž o 2. ligu
- HC ČKD Slaný (přeborník Středočeského přeboru) - SK Kadaň (přeborník Severočeského přeboru) 6:4, 6:5
- TJ Klatovy (přeborník Západočeského přeboru) - I. ČLTK Praha (přeborník Pražského přeboru) 3:4, 1:3
- TJ Spartak Katovice (přeborník Jihočeského přeboru) - TJ Nový Jičín (přeborník Severomoravského přeboru) 0:12, 2:9
- HC Slovan Rosice (přeborník Jihomoravského přeboru) - HC Senquar Litomyšl (přeborník Východočeského přeboru) 1:2, 3:1